# Contre-offensive ukrainienne de 2023
Ne doit pas être confondu avec Contre-offensive de Kherson ou Contre-offensive de Kharkiv.
 (février 2024).
Guerre russo-ukrainienne
Batailles
Offensive de Kiev (Jytomyr, Kiev) : 
- 1re Hostomel
- Tchernobyl
- Ivankiv
- Kiev
- 2e Hostomel
- Vassylkiv
- Boutcha
- Irpin
  - Bombardement de réfugiés
- Jytomyr
- Mochtchoun
- Makariv
- Brovary

Offensive du Nord (Tchernihiv, Soumy) :
- Hloukhiv
- Slavoutytch
- Bombardements
- Soumy
- Trostianets
- Tchernihiv
- Okhtyrka
- Lebedyn
- Konotop
- Romny
- Desna
- Escarmouches frontalières

Russie  (Briansk, Belgorod) :
- Incursions en Russie occidentale
  - Oblast de Briansk
  - Oblasts de Belgorod et de Koursk
    - Incursions de 2024

  - Bombardement de Belgorod
- Oblast de Koursk (août 2024)

Campagne de l'Est (Donetsk, Louhansk, Kharkiv)
Kharkiv :
- 1re Kharkiv
  - Tchouhouïv
  - Bombardements : en février
  - en mars
  - en avril
  - du bâtiment administratif
- Izioum
- 2e Kharkiv
  - Balaklia
  - 1re Koupiansk
  - Chevtchenkove
- 3e Kharkiv

Nord du Donbass:
- Starobilsk
- Sloviansk
  - Dovhenke
  - 1re Lyman
  - Sviatohirsk
  - Bohorodychne et Krasnopillia
  - Bombardements : Bilohorivka
  - Kramatorsk
- Sievierodonetsk
  - Kreminna
  - Donets
  - Roubijné
  - Popasna
  - Tochkivka
  - Massacre
- Lyssytchansk
- 2e Kharkiv
  - Balaklia
  - 1re Koupiansk
  - Chevtchenkove
  - 2e Lyman
- Oblast de Louhansk
  - Ligne Svatove-Kreminna
  - Serebryansky
  - 2e Koupiansk

 Centre du Donbass:
- Horlivka
- Popasna
- Svitlodarsk
- Bakhmout
  - Soledar
- Siversk
- Tchassiv Iar
- Toretsk

Sud du Donbass :
- Volnovakha
- Marioupol
  - Bombardements : de l'hôpital
  - du théâtre
  - de l'école d'art
- Pisky
- Vouhledar
  - Pavlivka
- Marïnka
- Contre-offensive de 2023
- Avdiïvka
- Novomykhaïlivka
- Pokrovsk
  - Krasnohorivka
  - Toretsk
- Bombardements :
- Makiïvka
- Donetsk

Campagne du Sud (Mykolaïv, Kherson, Zaporijjia)
- 1re Kherson
- Odessa
- Melitopol
- Mykolaïv
  - Bombardements : à fragmentation
  - du bâtiment administratif
- 1re Berdiansk
- Zaporijjia
- Tchornobaïvka
- Enerhodar
- Voznessensk
- Houliaïpole
- Davydiv Brid
- 2e Berdiansk
- Nova Kakhovka
- 2e Kherson
  - Doudtchany
- Dniepr
- Tchoulakivka
- Contre-offensive de 2023
  - Robotyne

Frappes aériennes dans l'Ouest et le Centre de l'Ukraine
- Lviv (02/2022)
- Vinnytsia (03/2022)
- Yavoriv (03/2022)
- Deliatyne (03/2022)
- Dnipro

Guerre navale
- Île des Serpents (02/2022)
- Moskva (04/2022)

Attaques en Crimée
- Novofedorivka (08/2022)
- Djankoï (08/2022)
- Pont de Crimée (10/2022)
- Base navale de Sébastopol (10/2022)
- Pont de Crimée (07/2023)
- Base navale de Sébastopol (09/2023)

Débordement
- Aéroport de Millerovo
- Sabotages en Russie
- Attaques en Transnistrie
- Sabotage des gazoducs Nord Stream
- Terrain d'entraînement militaire de Soloti
- Explosions en Pologne
- Bases aériennes de Dyagilevo et Engels-2
- Base aérienne de Minsk-Matchoulichtchi
- Crise russo-moldave de 2023
  - Accusations de tentative de coup d'État en Moldavie
- Incident de drone de 2023 en mer Noire
- Rébellion du groupe Wagner

Massacres
- Tchernihiv
- Boutcha
- Borodianka
- Olenivka
- Izioum

La contre-offensive ukrainienne de 2023 est une opération lancée le 8 juin 2023,,,, par les forces ukrainiennes lors de l'invasion de l'Ukraine par la Russie.
Ces efforts sont déployés dans plusieurs directions, notamment dans l'oblast de Donetsk et l'oblast de Zaporijjia,,.
La planification d'une contre-offensive ukrainienne majeure avait commencé dès février 2023, l'intention initiale étant de la lancer au printemps. Toutefois, divers facteurs, notamment les intempéries et les livraisons tardives d'armes à l'Ukraine, l'ont retardée jusqu'à l'été. La Russie, en position défensive, en profite pour se préparer à la contre-offensive dès novembre 2022 et créée d'importantes infrastructures défensives, y compris des tranchées, des positions d'artillerie et des mines terrestres destinées à ralentir la contre-offensive.
Considérée comme un moment crucial de la guerre, l'offensive apparaît à l'automne comme un échec, n'ayant pas percé les lignes russes et ne reprenant que 370 km2 de territoire ainsi que 14 villages dans les régions de Donetsk et de Zaporijjia.

## Contexte

### État de la guerre
À la suite de la seconde bataille de Kherson et l'offensive de Kharkiv de septembre 2022, les combats sur les lignes de front stagnent largement, se concentrant jusqu'au mois de juin 2023 autour de la ville de Bakhmout.

### Défenses russes
Pendant ce temps, la Russie édifie une ligne de défense longue de 800 kilomètres, en prévision de la contre-offensive ukrainienne.
Dans l'oblast de Donetsk, les fortifications terrestres russes sont édifiées à 5 kilomètres de distance, beaucoup plus rapprochées que les 30 kilomètres séparant celles dans l'oblast de Zaporijjia. Les lignes fortifiées se concentrent autour des centres urbains de Olhynka, Donetsk, Makiïvka et Horlivka. Les positions défensives consistent en « de multiples types de barrières antivéhicules, de tranchées d'infanterie, et de solides positions de tir pour les pièces d'artillerie et de véhicules de combat ».
Dans l'oblast de Zaporijjia, la Russie construit au moins trois lignes de défense : une ligne de front de 150 km de long de Vassylivka à Novopetrykivka à la frontière des oblasts de Zaporizhzhia-Donetsk (située sur la frontière administrative entre les oblasts de Zaporijjia et de Donetsk) ; et une deuxième ligne de défense de 130 km de long d'Orlynske jusqu'au nord de Kamianka (oblast de Zaporijjia) et, « une constellation de fortifications déconnectées entourant les grandes villes ». La première ligne contient plusieurs barrières de contre-mobilité et des tranchées soutenues par des positions d'artillerie situées à 30 km et est la plus fortement fortifiée. La deuxième ligne est similaire à la première, permettant à la Russie de constituer un nouveau front tout en offrant une protection contre les attaques de flanc. La troisième ligne contient des fortifications stratégiquement positionnées destinées à servir de réserve pour préserver les positions russes en cas de victoire ukrainienne,. Dans l'oblast de Kherson, des défenses ont été créées afin de protéger la Crimée et le Dnipro, tandis que des tranchées sur la route sont situées tous les quelques kilomètres. Le but étant d'empêcher la guerre amphibie.

## Prélude

### Planification
En février 2023, les responsables ukrainiens et occidentaux commencent à planifier une éventuelle contre-offensive au printemps, tandis que les troupes ukrainiennes reçoivent une formation militaire de l'OTAN et que les livraisons d'équipements occidentaux sont entamées, dont des chars M1 Abrams, Leopard 2, PT-91 Twardy, des véhicules de combats d'infanterie M2 Bradley, Marder, CV90, des blindés de transport de troupes Stryker et autres blindés légers tels que des Cougar, Oshkosh M-ATV.
À l'origine, les brigades formées pour les contre-offensives étaient censées être équipées d'armes fournies par l'Occident, mais certaines unités comme la 31e brigade mécanisée ou la 32e brigade mécanisée ont été équipées d'armes plus anciennes, telles que des fusils d'assaut AKM et des chars T-64,. Des fuites de documents du Pentagone, dans lesquelles des renseignements sensibles concernant l'armée ukrainienne sont divulgués en avril, amenant l'Ukraine à modifier certains de ses plans militaires tout en maintenant la préparation de l'offensive.
En mai, le président Volodymyr Zelensky annonce que les livraisons d'équipement militaire à l'Ukraine ont pris du retard (dont les chars Leopard 1  et M1 Abrams) et que la formation militaire des unités engagées n'est pas encore terminée, retardant le début de l'offensive tout en donnant à la Russie l'opportunité de fortifier les territoires occupés,,,. En outre, les conditions météorologiques, dont l'arrivée de la raspoutitsa, (boue collante) retardent également la contre-offensive en rendant les déplacements difficiles pour les véhicules lourds.

### Premières opérations
Dans les jours précédant le lancement, supposé, de la contre-offensive ukrainienne, les forces armées de l'Ukraine mènent des « opérations de shaping » pour tester les défenses russes dans les territoires ukrainiens occupés par la Russie.
Selon les médias occidentaux, les forces ukrainiennes avaient constitué environ 50 000 à 60 000 soldats pour la contre-offensive, organisés en douze brigades,. Trois d'entre elles ont été formées en Ukraine et les neuf autres ont été formées et équipées par les États-Unis.
Sur le front de Zaporijjia, à partir du 3 juin, la 37e brigade de marine ukrainienne s'engage dans une action offensive lente mais cohérente autour de la commune de première ligne de Novodonetske dans l'oblast de Donetsk. Sans soutien blindé, les marines ont pu repousser le régiment Vostok de la milice populaire de la DNR, principalement grâce à l'utilisation de l'artillerie. L'avancée ukrainienne a été, en outre, facilitée par l'utilisation de véhicules blindés de transport de troupes (APC) pour transporter rapidement les marines vers le front, puis par leur retrait hors de portée de l'artillerie russe. Le 3 juin 2023, Volodymyr Zelensky, le président de l'Ukraine, déclare que l'Ukraine est prête à lancer la contre-offensive.
Le lendemain, les responsables ukrainiens appellent à respecter un « silence opérationnel » afin de ne pas compromettre les opérations militaires. Le même jour que le début supposé de la contre-offensive, les Forces armées russes bombardent Kherson, tandis que les secours humanitaires évacuent encore certaines parties de la ville en raison des inondations causées par la destruction du barrage de Kakhovka,.

## Forces en présence
| Forces armées ukrainiennes : - Armée de terre ukrainienne - 23e brigade mécanisée - 31e brigade mécanisée - 33e brigade mécanisée, - 47e brigade mécanisée, - 65e brigade mécanisée - 68e brigade de chasseurs (redéployé près de Svatove en août 2023) - 116e brigade mécanisée (à partir de juillet 2023) - 117e brigade mécanisée (à partir de juillet 2023) - 118e brigade mécanisée (à partir de juillet 2023) - 128e brigade d'assaut de montagne - 425e bataillon d'assaut « Skala » - Forces d'assaut aérien ukrainiennes - 46e brigade aéromobile (à partir d'août 2023) - 71e brigade de chasseurs (à partir d'août 2023) - 82e brigade d'assaut aérien (à partir d'août 2023), - 78e régiment d'assaut aéroporté - Infanterie navale ukrainienne - 35e brigade d'infanterie navale - 36e brigade d'infanterie navale - 37e brigade d'infanterie navale - 38e brigade de marine - Force de défense territoriale - 110e brigade de défense territoriale - 128e brigade de défense territoriale - Forces d'opérations spéciales - 73e centre d'opérations maritimes Ministère de l'Intérieur : - Garde nationale de l'Ukraine - 3e brigade Spartan - 14e brigade d'assaut « Chervona Kalyna » - 15e brigade opérationnelle « Karag Dag » - Groupe Oméga | Forces armées russes : - Forces terrestres russes - 5e armée combinée - 127e division de fusiliers motorisés - 114e régiment de fusiliers motorisés - 143e régiment de fusiliers motorisés - 394e régiment de fusiliers motorisés - 218e régiment de chars - 305e brigade d'artillerie - 36e armée combinée - 5e brigade de chars - 37e brigade de fusiliers motorisés de la Garde - 49e armée combinée - 34e brigade de fusiliers motorisés de montagne - 58e armée combinée - 19e division de fusiliers motorisés - 429e régiment de fusiliers motorisés - 503e régiment de fusiliers motorisés - 292e régiment d'artillerie - 42e division de fusiliers motorisés - 70e régiment de fusiliers motorisés - 71e régiment de fusiliers motorisés - 291e régiment de fusiliers motorisés - 50e régiment d'artillerie - 136e brigade de fusiliers motorisés - 4e base militaire - 291e brigade d'artillerie - 2e corps d'armée - 6e régiment cosaque de fusiliers motorisés - 201e régiment de fusiliers motorisés - BARS - BARS-1 - BARS-3 - BARS-11 - BARS-14 "Sarmat" - Troupes territoriales : - 387e régiment territorial - 1429e régiment territorial - 1430e régiment territorial - 1441e régiment territorial - 1466e régiment territorial - Forces aéroportées russes - 7e division d'assaut aéroporté - 56e régiment d'assaut aéroporté - 108e régiment d'assaut aéroporté - 247e régiment d'assaut aéroporté - 76e division d'assaut aérien - 104e régiment d'assaut aérien - 234e régiment d'assaut aérien - 237e régiment d'assaut aérien - 1140e régiment d'artillerie - 45e brigade Spetsnaz - Marine russe - Flotte de la Baltique - 336e brigade d'infanterie navale - Flotte de la mer Noire - 810e brigade d'infanterie navale GRU - Spetsnaz du GRU - 22e brigade Spetsnaz |

## Contre-offensive dans l'oblast de Zaporijjia

### Axe principal: Orikhiv - Melitopol

#### Avancée difficile dans la première ligne
Le 8 juin 2023, les ukrainiens lancent une offensive d'ampleur sur le front sud. Elle se concentre en trois axes : à l'ouest, près du Dniepr en direction de Vassylivka, au centre depuis Orikhiv vers Tokmak et Melitopol et à l'est depuis Velyka Novossilka vers Berdiansk.
Le 8 juin, la 33e brigade mécanisée, la 47e brigade mécanisée et la 65e brigade mécanisée dont les deux premières sont équipées de blindés occidentaux M2 Bradley, MaxxPro et de chars Leopard 2 attaquent massivement les lignes russes au sud de Mala Tokmatchka vers 2h du matin en direction de Robotyne. Au même moment, la 128e brigade d'assaut de montagne attaque à Lobkhove.
Dans les premières heures de la supposée contre-offensive, les Forces armées de l'Ukraine subissent, selon des responsables américains et le ministère russe de la Défense, des « pertes significatives » autour de la ville d'Orikhiv, dans le raïon de Polohy de l'oblast de Zaporijjia, les forces russes y ayant construit une ligne défensive, la ligne Mala Tokmatchka-Polohy, avec des rapports d'attaques ukrainiennes concentrées contre les villages en première ligne de Robotyne et Verbove. Selon les responsables américains, ces pertes ne devraient pas avoir d'impact sur la contre-offensive dans son ensemble.
Cependant, les forces ukrainiennes parviennent, apparemment, à percer la première ligne défensive tenue par les 291e et 70e régiments de fusiliers motorisés russes de la 42e division de fusiliers motorisés, ainsi que la 22e brigade des forces spéciales et la 45e brigade Spetsnaz.
Le ministre russe de la Défense, Sergueï Choïgou, affirme : « Aujourd'hui à 01 h 30 [00 h 30 à Paris] du matin dans la zone de Zaporijjia, l’ennemi a tenté de percer nos défenses avec (...) jusqu’à 1 500 hommes et 150 véhicules blindés. L'ennemi est stoppé et recule avec des pertes importantes. Les forces ennemies spécialement formées pour la mise en œuvre de cette percée n’ont pas rempli leur tâche. À la suite d'une bataille de deux heures, l'ennemi a perdu 30 chars, 11 véhicules de combat d'infanterie et jusqu'à 350 hommes ». Ces affirmations sont toutefois invérifiables de source indépendante.
Dès cette déclaration, la Russie tente d'imposer le récit d'un échec de la contre-offensive ukrainienne, annonçant régulièrement la destruction de chars occidentaux, mêlant infox et vérités,.
Le 10 juin 2023, les forces ukrainiennes réalisent des gains au sud et à l'ouest de Lobkove, et à l'ouest de Novopokrovka. Durant le week-end des 10-11 juin, la 128e brigade de montagne et le 130e bataillon de reconnaissance reprennent les villages de Lobkove, Levadne et Novodarïvka. Le 18 juin, le village de Pyatykhatky est libéré par la 128e brigade d'assaut de montagne.
Pendant toute la durée de la contre-offensive, la 58e armée combinée a été chargée de la défense de l'ouest de l'oblast de Zaporijjia. Les personnels de cette armée n’ont pas bénéficié de rotation ni de congé depuis le début de la contre-offensive. Cela fait partie d'une politique plus large du chef d'état-major des forces armées russes, le général Valery Gerasimov, visant à « limiter sévèrement » les rotations des troupes sur le front.
Le 27 juillet, de nombreuses informations font état de troupes ukrainiennes pénétrant dans les défenses russes près de Robotyne et lançant une « opération mécanisée importante » pour se diriger vers le village. Le village serait le site de violents combats urbains à partir du 11 août, avec des combats s'étendant aux voisins Nesterianka et Kopani,.
Le 17 août, le président ukrainien Volodymyr Zelensky effectue une visite de première ligne aux positions du 10e corps opérationnel. Les 116e brigade mécanisée, 118e brigade mécanisée, 46e brigade aéromobile et le 425e bataillon « Skala » du corps d'armée sont engagés aux côtés des 33e, 47e et 65e mécanisée.
Le 23 août, la 47e brigade mécanisée accroche le drapeau ukrainien sur le bâtiment administratif du village, annonçant que le centre urbain de la ville est sous contrôle ukrainien. Le contrôle total de la périphérie sud du village restera contesté jusqu'à fin août ou début septembre, lorsque les troupes russes sont repoussées.
L’importance de Robotyne est qu’elle marque la limite sud du dense champ de mines russe le long du front, qui a effectivement enlisé les forces ukrainiennes et empêché l’utilisation efficace des blindés ukrainiens. Avec la reprise de Robotyne, les troupes ukrainiennes peuvent aborder la deuxième ligne de défense russe.

#### Prise de Robotyne et espoir d'une percée (septembre 2023)
Le 2 septembre 2023, après la reprise du village de Robotyne, un général ukrainien affirme que l'armée ukrainienne a effectué une percée et se trouve maintenant entre la 1re et la 2e ligne de défense russe. Informations confirmées par la BBC le 23 septembre 2023,. L'armée ukrainienne réalise ainsi une brêche et aborde désormais la deuxième ligne Novoprokopivka- colline 166- Verbove. Fin août, le commandement russe a dépêché la 7e division d'assaut aéroporté et la 76e division d'assaut aéroporté, respectivement prélevées des fronts de Kherson et de Kreminna pour colmater la brêche ukrainienne et empêcher une éventuelle percée. Les 47e brigade et 65e brigade mécanisées, fatiguées par 3 mois de combats sont repositionnées sur le flanc ouest pour laisser la 46e brigade aéromobile, et la 82e brigade d'assaut aérien mener le gros de l'offensive. La 46e brigade est équipée de VAB et Cougar et la 82e brigade d'assaut aérien de Challenger 2, blindés Marder et Stryker. La 71e brigade de chasseurs parachutistes est elle aussi déployée sur le flanc est.
Les ukrainiens tentent de déborder Verbove par le nord et de couper Novofedorivka, situé à quelques kilomètres au nord de Verbove. L'importance de Verbove réside dans le fait qu'elle est bordée au nord et à l'ouest par la deuxième ligne de défense russe composée de structures défensives préfabriquées continues, de tranchées et de fossés. Si l’Ukraine prend le village, cela représenterait une percée dans cette deuxième ligne, également connue sous le nom de ligne Surovikine. Entre Verbove et Tokmak se trouve la troisième et dernière ligne de défense composée de points forts défensifs dispersés et de minces champs de mines localisés mais jugés plus faibles et faiblement défendus,.
Le 23 septembre, selon l'ISW, les forces ukrainiennes ont éliminé toutes les troupes russes entre Robotyne et Novoprokopivka, un village situé directement au sud de Robotyne. Le même jour, Kyrylo Boudanov rapporte dans une interview que la 810e brigade d'infanterie navale russe avait été « complètement vaincue », l'ISW estimant que cela était probable.
Le 23 septembre, le général Oleksandr Tarnavsky annonce que les forces ukrainiennes « ont percé à Verbove » et a réitéré que l'objectif immédiat des troupes ukrainiennes est la libération de Tokmak, une plaque tournante majeure des infrastructures pour les forces russes,. Le 24 septembre, des blogueurs russes affiliés au VDV rapportent que les forces ukrainiennes sont entrées dans la partie urbaine de Verbove et ont envahi une série de réseaux défensifs au nord et à l'ouest de la commune. Cette source russe VDV affirme qu'il existe une "menace réelle" que les ukrainiens atteignent l'arrière du 56e régiment et encerclent l'unité. Cependant, l'ISW estime que les déclarations sont probablement exagérées afin de critiquer l'incompétence du ministère russe de la Défense pour que le colonel général Mikhaïl Teplinski, commandant des unités VDV, puisse avoir un commandement plus indépendant de la ligne de front.
Le 25 septembre, des images géolocalisées confirment que les forces ukrainiennes sont présentes à l'entrée de Verbove (en) et au dèlà de la deuxième couche de la deuxième ligne Surovikine au sud du village. Des sources russes affirment que des éléments du 108e régiment d'assaut aéroporté n'ont pas été relevés depuis plusieurs jours de leurs positions. Le travail des VDV est offensif et consiste normalement à contre-attaquer pour reprendre une position perdue puis à laisser la position à d'autres unités qui vont l'occuper. Le 26 septembre, l'ISW note que des contre-attaques russes sont menées par les 70e régiment et 71e régiment de fusiliers motorisés de la 42e division de fusiliers motorisés ce qui signifierait que les unités de VDV des 7e division et 76e division d'assaut aéroporté ont été considérablement dégradés. Le 27 septembre 2023, un milblogueur russe proche des VDV affirme que les ukrainiens ont dépassé les champs de mines, et les fortifications antichars. Le responsable de l'occupation de l'oblast de Zaporijjia, Vladimir Rogov annonce que les ukrainiens ont engagé au moins quatre compagnies et un grand nombre de blindés dans un assaut contre les positions russes le long de la ligne Robotyne-Verbove précédé d'un barrage d'artillerie massif. Le commandant du groupe des forces ukrainiennes Tavriisk, le général de brigade Oleksandr Tarnavskyi, a déclaré qu'« il y aurait de bonnes nouvelles » dans la direction de Zaporijjia. A ce stade de la contre-offensive, les observateurs considèrent qu'il existe une possibilité que les ukrainiens parviennent à percer les positions russes en direction de Tokmak.

#### Enlisement et échec de la contre-offensive (octobre 2023)
Début octobre, les ukrainiens ne parviennent pas à percer et sont toujours bloqués au contact de la ligne Novoprokopivka-colline 166-Verbove. Les Russes mènent des contre-attaques constantes pour éviter toute percée ukrainienne,. Le 6 octobre, l'ISW note que les russes "ont probablement repris puis perdu l'initiative" sur le flanc ouest de la brèche. Les 7e et 76e division et le 291e régiment de fusiliers motorisés menaient une série de contre-attaques de façon constante mais infructueuses. Les opérations se poursuivent les jours suivants notamment sur le flanc ouest en direction de Kopani où la 65e brigade mécanisée tente d'élargir la brêche et réalise quelques gains tactiques limités.
Fin septembre, une source proche du kremlin révélait que Vladimir Poutine donnait un délai d'un mois, jusqu'à début octobre à son ministre de la Défense Sergueï Choïgou pour "arrêter les contre-offensives ukrainiennes, permettre aux forces russes de reprendre l'initiative de lancer une opération offensive contre une plus grande ville". Le 10 octobre 2023, la Russie lançent une offensive d'ampleur sur la ville d'Avdiïvka. Au cours des jours suivants, plusieurs unités qui opéraient dans le secteur de Robotyne sont redéployés à Avdiivka parmi lesquelles le 425e bataillon d'assaut « Skala », la 47e brigade mécanisée, la 116e brigade mécanisée.
Tout au long du mois d'octobre, les combats se poursuivent sans que les Ukrainiens ne réalisent de progrès significatifs. Fin octobre 2023, les observateurs et les médias considèrent que la contre-offensive est un échec. Début novembre, le général Valeri Zaloujny lui même fait cet aveu.

### Axe secondaire: Velyka Novosilka - Berdiansk

#### Premières avancées (juin - août 2023)
Parallèlement, une opération offensive est menée par les brigades d'infanterie navale ukrainiennes, la 31e brigade mécanisée et la 68e brigade de chasseurs à la frontière administrative entre les oblasts de Donetsk et de Zaporijjia, notamment à partir de Velyka Novossilka.
Le matin du 7 juin, les forces ukrainiennes commencent à prendre d'assaut Neskuchne. Neskuchne était devenu un avant-poste des forces russes, avec une géographie complexe : une colline d'un côté et la rivière Mokri Yaly de l'autre. Sur une colline en contrebas de la rivière, il y avait une école dans laquelle se trouvait un point fortifié russe. Le village était sous contrôle russe depuis plus d'un an et plusieurs tentatives pour le reprendre se sont toutes soldées par un échec. Le 11 juin, après 4 jours de combats, le village est repris par le 7e bataillon « Arey » de l'armée des volontaires ukrainiens et la 129e brigade de défense territoriale,,. Cela permet à l'Ukraine de reprendre 95 km2 de terrain dans cette direction au bout d'une semaine de combats,,,. Le même jour les ukrainiens continuent de progresser au sud et les villages de Neskoutchne et de Storojeve sont abandonnés par les troupes russes. Le 11 juin également, la 68e brigade de chasseurs, aux côtés de plusieurs bataillons de défense territoriale, reprend le village de Blahodatne (Raïon de Volnovakha),,. La même journée, Makarivka est repris par les forces ukrainiennes. Alors que les forces russes se retiraient de Makarivka, le général de division Sergueï Goryachev, chef d'état-major de la 35e armée combinée, est tué dans une « attaque de missile ennemi », selon un blogueur russe. L'armée ukrainienne a affirmé que les forces russes avaient détruit un barrage sur la rivière Mokri Yaly pour ralentir leur avance.
Le 12 juin, il est rapporté que les Ukrainiens avaient également libéré Levadne, près de Novodarivka. Le 25 juin, la 31e brigade mécanisée libère le village de Rivnopil. Début juillet, l'avancée ukrainienne est ralentie devant Staromaiors'ke.
Le 4 juillet, une source russe affirme que les forces ukrainiennes avaient atteint la périphérie de Pryiutne, un village situé à 15 kilomètres au sud-ouest de Velyka Novossilka. Pryiutne est une plaque tournante logistique russe, utilisée pour acheminer des fournitures à toutes les forces russes sur le front de Velyka Novosilka. En cas de chute, les forces russes seraient contraintes de se replier sur Staromlynivka et d'abandonner plusieurs villages. Des sources russes ont affirmé que les forces ukrainiennes avaient atteint la périphérie de la commune le 9 juillet et qu'il y avait de violents combats dans cette direction. Le 14 juillet, des sources russes affirment que les forces ukrainiennes ont réussi une percée vers Pryiutne et ont également avancé de 1,7 km vers Melitopol. Le 22 juillet, les médias d'État russes ont affirmé que Rostislav Zhuravlev, correspondant de guerre de RIA Novosti, a été tué par une frappe d'armes à sous-munitions contre les forces russes à Pryiutne. En outre, un autre journaliste de RIA Novosti, ainsi que deux journalistes d'Izvestia, ont été blessés.
À partir du 16 juillet, de violents combats ont lieu dans et autour du village de Staromaiorske. Les soldats ukrainiens, s'adressant à Reuters, ont déclaré que leurs plans pour la bataille avaient mal tourné et qu'ils avaient fait face à une bataille beaucoup plus dure et plus sanglante qu'ils ne l'avaient prévu. Un marine a déclaré que les Russes « détruisaient méthodiquement les routes » et créaient « des fosses qui empêchaient d'entrer et de sortir du village, même par temps sec il faut avancer."  Malgré ces défis, le 26 juillet, des sources ukrainiennes et russes confirment que le village avait été repris par les Forces armées ukrainiennes. Il était considéré comme un élément essentiel de la stratégie de l'Ukraine dans le Sud, et Zelensky lui-même avait annoncé sa libération. À la fin des combats, le village était en grande partie « en ruine ».
Les combats se poursuivent au sud de Staromaiorske, vers le village d'Urozhaine défendu par la brigade Vostok, commandée par Alexandre Khodakovsky. Le New York Times a qualifié Urozhaine de « bastion russe », une partie importante des défenses russes dans la région. Les combats pour le village commencent le 6 août, lorsque Khodakovsky déclare que les forces ukrainiennes avaient « temporairement » traversé le ruisseau séparant Staromaiorske d'Urozhaine. Le village serait le théâtre de violents combats car la brigade Vostok était en grande partie laissée à elle-même. Le 15 août, Khodakovsky déclare que les forces russes avaient perdu la commune et le 16 août, l'Ukraine annonce qu'elle a libéré le village. La 35e brigade d'infanterie navale publie des photos, posant devant le mémorial de la Seconde Guerre mondiale du village, qui a été lourdement endommagé lors des combats. Les forces russes de la 37e brigade de fusiliers motorisés qui se retiraient du village ont subi des pertes en raison du fait qu'il n'y avait qu'une seule route pour sortir, la T0518, que l'Ukraine a lourdement bombardée avec des munitions conventionnelles et à fragmentation. Plusieurs drones ukrainiens ont filmé des images d’unités entières anéanties lors de frappes d’artillerie le long de la route.

#### Enlisement (septembre - novembre 2023)
Le 6 septembre, des sources russes et ukrainiennes rapportent que les forces ukrainiennes attaquent les lignes défensives de Novodonetske, à 11 km à l'est d'Urozhaine, et que les forces russes se retiraient temporairement de Novomaiorske, à 6 km à l'est de Novodonetske, à la suite de très intenses bombardements d'artillerie ukrainienne avec des armes à sous-munitions. Le 8 septembre, des sources russes affirment que les forces ukrainiennes sont entrées dans la banlieue nord-ouest de Novomaiorske. À partir du 9 septembre, les forces ukrainiennes lancent un effort pour traverser la rivière Shaitanka directement au nord de Novomaiorske et Novodonetske sans succès.
Le 14 septembre, le colonel Vasily Popov, commandant du 247e régiment d'assaut aéroporté de la 7e division VDV, est tué lors de combats dans la zone frontalière de l'oblast de Donetsk-Zaporijjia.

## Contre-attaques sur les flancs de Bakhmut

### Forces en présences

#### Russie
Forces armées russes
- Forces terrestres russes
  -  2e corps d'armée de la Garde
    - 4e brigade de fusiliers motorisés[100]

  -  3e corps d'armée
    - 17e brigade d'artillerie lourde[101]
    - 27e régiment d'artillerie (Russie)[102]
    - 72e brigade de fusiliers motorisés[103]
    - 88e brigade de fusiliers motorisés[104]

  -  5e armée combinée
    -  57e brigade de fusiliers motorisés de la Garde[105]
    -  305e brigade d'artillerie[102]

  -  8e armée combinée
    -  150e division de fusiliers motorisés
      - 68e régiment de chars[102]
      - 102e régiment de fusiliers motorisés[106]
      - 381e régiment d'artillerie

  - 14e corps d'armée
    -  200e brigade de fusiliers motorisés de la Garde[107]
- Forces aéroportées russes
  -  98e division aéroportée de la Garde[108]
    -  331e régiment aéroporté de la Garde[100]
    -  217e régiment aéroporté de la Garde
    -  1065e régiment d'artillerie de la Garde[102]

  - 106e division aéroportée de la Garde[109]
    -  51e régiment aéroporté de la Garde[106]
    -  137e régiment aéroporté de la Garde[109]
    - 1182e régiment d'artillerie[102]

  -  11e brigade d'assaut aéroporté de la Garde[108]
  -  31e brigade d'assaut aérien de la Garde[107]
  -  83e brigade d'assaut aéroporté de la Garde[107]
- Forces de réserves BARS :
  -  BARS-13 "Légion Russe"[110]
  -  BARS-29 "Nevske"[111]
- Régiments territoriaux :
  - 94e régiment de fusiliers motorisés
  - 1307e régiment de fusiliers motorisés[112]
  - 1428e régiment de fusiliers motorisés[113]
  - 1443e régiment de fusiliers motorisés
  - 1486e régiment de fusiliers motorisés[102]

#### Ukraine
Forces armées ukrainiennes
- Armée de terre ukrainienne
  -  3e brigade d'assaut
  -  5e brigade d'assaut[114]
  -  22e brigade mécanisée
  -  24e brigade mécanisée[115]
  -  28e brigade mécanisée[116]
  -  30e brigade mécanisée[117]
  -  56e brigade d'infanterie motorisée
  -  57e brigade motorisée[118]
  -  93e brigade mécanisée[119]
  -  214e bataillon séparé OPFOR[120]
- Forces d'assaut aérien ukrainiennes
  -  77e brigade aéromobile[121]
  -  80e brigade d'assaut aérien[122]
- Force de défense territoriale
  -  112e brigade de défense territoriale
  -  118e brigade de défense territoriale
  -  241e brigade de défense territoriale[123]

 Ministère de l'Intérieur :
- Police nationale
  -  Patrouille de police spéciale
    -  Brigade Lyut

 Direction Général du renseignement (GUR) :
- Unité A3449
  -  Légion géorgienne

### Batailles pour Klichtchiïvka et Andriïvka
Le 8 juin, les forces ukrainiennes avancent dans la direction de Bakhmout, reprenant entre 200 mètres et 1,1 kilomètre. Dans les jours qui suivent, elles parviennent à avancer jusqu'à 1 400 mètres dans différentes zones inconnues du front de Bakhmout et s'engagent dans de violents combats à Berkhivka et Yahidne. Le 9 juin, les forces ukrainiennes avancent le long de la rive droite du canal de la rivière Donets, à l'ouest d'Andriivka, et forcent la 57e brigade de fusiliers motorisés et l'unité « Storm-Z » à se retirer de leurs positions le long du canal,,,.Le 10 juin, le porte-parole de l’armée ukrainienne pour le front oriental, Serhi Tcherevaty, affirme que ses troupes ont avancé de 1 400 mètres autour de Bakhmout. Le 25 juin, le même porte-parole affirme que ses unités ont avancé de 600 à 1 000 mètres sur les flancs sud et nord autour de Bakhmout. Le 24 juin, le bataillon Aidar et la 3e brigade d'assaut attaquent les forces russes qui quittent leurs positions à l'ouest du canal Sivertsky-Donetsk et avancent en direction de Klichtchiïvka,.
Le 4 juillet 2023, la journaliste américaine Sarah Ashton-Cirillo (en) affirme que « la Russie utilise activement des armes chimiques contre les troupes ukrainiennes dans la direction de Bakhmout ». Le 5 juillet 2023, la 3e brigade d'assaut prend une position fortifiée russe située à l'ouest de Klichtchiïvka.
Le 15 septembre 2023, le porte-parole de la 3e brigade d'assaut annonce la libération d'Andriivka, village totalement détruit situé près de Bakhmout Durant la bataille, la 72e brigade de fusiliers motorisés russe, aurait été décimée, le lieutenant-colonel Roman Venevitin, commandant de la brigade ainsi que les officiers commandants de bataillons auraient été tués. Le 2e bataillon de la brigade a utilisé un drone avec haut-parleur afin d'inciter les derniers survivants, retranchés dans les ruines du hameau à se rendre. La 72e brigade affrontait la 3e brigade d'assaut depuis le mois de mai. Elle avait été médiatiquement mise en lumière à la suite d'un différend avec le Groupe Wagner qui l'accusait d'avoir battu en retraite sans en avertir les paramilitaires causant la mort de 500 d'entre eux selon Evgueni Prigojine. Le lieutenant-colonel Venevitin avait également été temporairement capturé par les mercenaires à la suite d'un accrochage.
Le 18 septembre, c'est au tour du village de Klichtchiïvka d'être libéré par les efforts combinés de la 5e brigade d'assaut, 80e brigade d'assaut aérien, 95e brigade d'assaut aérien et la brigade d'assaut de police Lyut.
Le 1er octobre, les Ukrainiens avancent à l'est, au nord et au sud de Klichtchiïvka et Andriïvka pour tenter de reprendre le chemin de fer. L'armée ukrainienne déclare que les Russes ont concentré 10 000 hommes à Bakhmout même, tandis que des sources russes affirment que leurs forces empêchent les troupes ukrainiennes d'avancer au-delà de la voie ferrée au milieu d'assauts locaux continus. Le 12 octobre, les Ukrainiens continuent à revendiquer des gains non précisés de « centaines de mètres » dans le sud de Bakhmout tout en repoussant toutes les contre-attaques russes, tandis que les forces russes affirment avoir repoussé les avancées ukrainiennes le long de la ligne Klichtchiïvka-Andriïvka- Kourdioumivka. Cependant, les troupes ukrainiennes auraient traversé la voie ferrée au nord de Klichtchiïvka le 24 octobre, au milieu d'affrontements. Les Ukrainiens revendiquent également des contre-attaques réussies près de Khromove et Bohdanivka, à l'ouest de Bakhmout.

## Contre-attaques dans l'Oblast de Kherson

### Offensive sur le Dniepr
L’attaque ukrainienne à travers le Dniepr et les combats qui ont suivi pour le village de Krynky, sur la côte occupée de la région de Kherson, a commencé en octobre 2023 et a duré jusqu’en juillet 2024. L'opération à Krynky a été précédée d'un certain nombre de « raids » plus petits et de sorties sur le fleuve. Selon les sources du journal Ukrayinska Pravda, la Grande-Bretagne a joué un rôle important dans sa préparation. Ses représentants ont encouragé et finalement convaincu le commandement ukrainien de recourir davantage aux opérations amphibies. Jusque-là, les marines ukrainiens combattaient dans les plaines et forêts de la région de Donetsk.
Du côté ukrainien, l'essentiel des forces engagées dans cette opération était des marines : en partie des unités expérimentées (35e et 36e brigades), en partie nouvellement formées (37e et 38e brigades). Ils furent rejoints par deux brigades de l'époque, les prétendues forces de défense territoriale, c'est-à-dire des unités dotées d'armes plus légères et ne disposant pas d'équipements lourds pouvant être transportés sur le fleuve. Certains hommes avaient été formés en Grande-Bretagne. Les débarquements sur la rive gauche ont commencé entre le 10 et ⁠⁠⁠16 octobre 2023. Dans les premiers jours, grâce à l’effet de surprise et à la relative faiblesse des forces russes, la 36e brigade est parvenue à progresser et a occupé le village de Pojma.
Néanmoins, presque immédiatement, le plus gros défaut de l'opération –⁠⁠⁠ sa planification – a commencé à jouer contre les Marines. Ses troupes d'assaut se sont rapidement retrouvées sans possibilité de se réapprovisionner en munitions, en nourriture et, surtout, sans aucun abri pour se protéger. Cette combinaison de rivage inhospitalier et de préparatifs insuffisants a donné aux Russes de bonnes possibilités pour arrêter l'attaque. Les Russes ont été principalement tués par l'artillerie et les drones ukrainiens, les affrontements directs étant relativement rares. Le transport sur le fleuve fut rapidement difficile, l'armée ukrainienne disposant de peu de bateaux. Au cours de l’hiver 2023-2024, la situation sur la rive gauche commença réellement à se détériorer. Les Russes ont déplacé des renforts dans la zone, lancé des bombes planantes pour raser le village de Krynky et appris à cibler efficacement les bateaux ukrainiens, en particulier lorsqu'ils mouillaient, débarquaient et embarquaient. Bientôt aucun bateau ne put traverser le fleuve. En mai, la situation était déjà catastrophique. Les derniers Marines de la 35e Brigade se retirent de la rive gauche en juillet 2024. L'offensive sur le Dniepr a apparemment coûté la vie à au moins un millier d'hommes du côté ukrainien,,.
Bien que le principe de base de telles opérations – infliger des pertes aux troupes russes, créer une diversion et empêcher que les forces russes ne soient redirigées ailleurs – ait été reconnu, les dirigeants militaires ukrainiens ont été critiqués pour avoir obligé leurs forces à mener cette offensive au-delà de son point d’utilité.

## Analyse
La contre-offensive ukrainienne a été comparée au Jour J, l'opération étant considérée comme un moment crucial dans la guerre,. Certains experts ont estimé qu'un succès de cette contre-offensive aurait pu être perçu comme une démonstration que l'aide militaire occidentale à l'Ukraine est justifiée et qu'une victoire ukrainienne totale serait possible ce qui encouragerait la poursuite de cette aide. Une offensive ukrainienne victorieuse aurait notamment pu affaiblir la position stratégique de la Russie dans la guerre, en coupant notamment le front en deux avec une percée menant à la mer d'Azov qui fût l'un des objectifs principaux et privilégié de la contre-offensive,. Cependant, certains analystes militaires mettent en garde l'Ukraine contre un éventuel échec de la contre-offensive, qualifiée de « fusil à un coup », et d'autres alertent du peu de chances d'un effondrement total du pouvoir russe en cas de victoire,.
Le 9 juin, l'ISW estime que la confusion règne dans l'espace d'information russe quant à l'identité du responsable des opérations défensives. L'ISW affirme alors également que l'Ukraine n'a pas engagé la totalité de ses réserves et de son équipement occidental dans la contre-offensive au 9 juin, et que les pertes matérielles subies jusqu'à cette date n'auraient pas nécessairement d'incidence sur le déroulement de la contre-offensive.
Le 10 juin 2023, le ministère de la Défense britannique déclare que « dans certaines zones, les forces ukrainiennes [ont] probablement bien progressé et pénétré la première ligne de défense russe. Dans d'autres, les progrès ukrainiens ont été plus lents ».
Selon l'ancien officier et analyste militaire Guillaume Ancel, les succès de l'offensive ukrainienne ne doivent pas se mesurer au terrain repris, mais au fait que chaque attaque des forces ukrainiennes fragilise les lignes de défense russes et oblige les soldats qui les tiennent à engager le combat, dévoiler leurs positions et épuiser leurs réserves. Cet affaiblissement des lignes de défense russes se combine avec les effets des frappes ukrainiennes dans la profondeur qui asphyxient la logistique russe, notamment les approvisionnements de carburant et de munitions. La période dont disposent les forces ukrainiennes pour arriver à percer est limitée par le changement des saisons, qui réduira leur mobilité à partir de septembre. Cependant, le Royal United Services Institute for Defence and Security Studies (RUSI) va a l'encontre de cette analyse et précise que l'un des objectifs principaux de la contre-offensive était d'attaquer sur 30km de front afin d'isoler la ville de Tokmak en sept jours afin de par la suite réaliser une percée vers Melitopol. Un objectif qui n'a pas pu être atteint en raison d'erreurs commises par l'Ukraine et ses partenaires occidentaux.
La fourniture d'armes russes pour remplacer les armes détruites est d'une qualité de plus en plus médiocre, certains chars modernes russes détruits étant remplacés par des chars de l'époque soviétique. Ce faisant, les assauts répétés des forces ukrainiennes, mieux approvisionnées par les pays occidentaux, permettraient de faire évoluer le rapport de force en leur faveur, même lorsque ces dernières ne parviennent pas à reprendre du terrain.
Au mois d'août, certains experts militaires constatent le peu de résultats de l'offensive, au point d'envisager son échec,,,. Selon des responsables américains consultés par le New York Times, les forces armées ukrainiennes engagées dans la contre offensive seraient mal réparties et trop dispersées et devraient se concentrer sur le front sud, le but étant de couper le pont terrestre qui relie la Russie à la Crimée,.
Le 17 septembre 2023, le chef d’état-major américain Mark Milley déclare au micro de CNN que la contre-offensive ukrainienne n’a pas échoué, mais en revanche qu’il faut s’attendre à un conflit très long,.
Le 2 novembre suivant, le général en chef ukrainien Valeri Zaloujny reconnaît finalement un « échec » de la contre-offensive, estimant qu’il n’y aura « probablement pas de percée profonde et belle ». L'offensive paraît alors comme un échec pour de nombreux analystes militaires qui constatent l'impasse et la fin de la contre-offensive,,.